# Élections législatives fidjiennes de 2018
Des élections législatives ont lieu aux Fidji le 14 novembre 2018 afin d'élire l'ensemble des cinquante-et-un membres du Parlement, le corps législatif monocaméral, pour un nouveau mandat de quatre ans.
Le parti Fidji d'abord du Premier ministre Frank Bainimarama conserve sa majorité absolue des sièges. Malgré un net recul par rapport au scrutin précédent et à ce qu'annonçaient les sondages, il réunit seul plus de la moitié des suffrages. Bainimarama entame son nouveau mandat de Premier ministre le 20 novembre.

## Histoire récente
En décembre 2006, le contre-amiral Frank Bainimarama prend le pouvoir par un coup d'État, renversant le gouvernement nationaliste autochtone du Premier ministre Laisenia Qarase. Il accuse ce dernier d'aggraver les tensions dans le pays en menant une politique qui privilégie systématiquement les intérêts de la majorité ethnique autochtone, aux dépens des autres citoyens. Voreqe Bainimarama gouverne alors comme dictateur pendant près de huit ans, malgré les pressions internationales à son encontre. Durant cette période, il établit une égalité des droits entre tous les citoyens, quelle que soit leur appartenance ethnique, et promeut un sentiment d'appartenance nationale commune. Il fait inscrire cette égalité des droits dans une nouvelle Constitution. Il rétablit des institutions démocratiques via les élections de septembre 2014, qu'il remporte,.

## Partis politiques et candidats
Le parti Fidji d'abord dispose d'une majorité absolue des sièges dans le Parlement sortant. Fondé par Frank Bainimarama en amont des élections de 2014, il est relativement libéral sur le plan économique, mais a également mis en œuvre une politique de développement des infrastructures en zones rurales, d'éducation gratuite et de subventions aux petites entreprises, qui a accru sa popularité. Le parti présente sa liste de candidats en septembre 2018. Les ministres sortants y figurent presque tous en position éligible. Le ministre de la Défense, Ratu Inoke Kubuabola, et le ministre de la Jeunesse et des Sports, Laisenia Tuitubou, ne se représentent pas. Rosy Akbar, ministre de la Santé, ne figure qu'en 41e place sur la liste des candidats du parti,.
Le principal parti d'opposition est le Parti libéral social-démocrate (Sodelpa), qui malgré son nom est un parti conservateur et social-libéral. Il rassemble les nationalistes autochtones partisans du gouvernement déchu de Laisenia Qarase, et souhaite toujours promouvoir les intérêts spécifiques de la majorité autochtone de la population. Il souhaite également instaurer le christianisme comme religion d'État, tandis que la Constitution introduite par le gouvernement Bainimarama en 2013 fait des Fidji un État laïc. Le chef du Sodelpa est Sitiveni Rabuka, anciennement auteur de deux coups d'État militaires en 1987 pour instituer une suprématie politique autochtone. Rabuka n'étant pas député au Parlement sortant, la fonction de chef de l'opposition parlementaire y est exercée par Ro Teimumu Kepa, l'une des plus hautes personnalités de l'aristocratie autochtone. Inculpé pour fraude électorale car accusé d'avoir présenté une fausse déclaration de patrimoine, Rabuka est reconnu non coupable par la justice le 26 octobre 2018, ce qui lui permet de poursuivre sa campagne électorale. La Commission indépendante contre la corruption interjette un appel, rejeté par la Haute Cour le 12 novembre, deux jours avant le scrutin. Le droit de Sitiveni Rabuka à se présenter à l'élection est ainsi confirmé.
Seul autre parti représenté au Parlement sortant, le Parti de la fédération nationale, dirigé par le député Biman Prasad, représente historiquement les intérêts de la communauté rurale indo-fidjienne.
Parmi les partis n'ayant pas de représentation au Parlement sortant, les deux principaux sont le Parti travailliste, social-démocrate et multi-ethnique, et le Parti démocrate populaire, parti politique syndicaliste issu d'une scission dans le Parti travailliste. En décembre 2017, le Parti démocrate populaire annonce son alliance avec le parti conservateur Sodelpa en vue de ces élections. Le PDP ne présentera de candidats que sous l'étiquette du Sodelpa, qui de son côté défendra certains des idéaux du PDP. Le Parti travailliste annonce en mars 2018 que son chef de file pour ces élections sera Aman Ravindra Singh. Le Parti fidjien unifié pour la liberté, qui avait obtenu 0,2 % des voix en 2014 avant de devenir le parti Alliance pour la liberté, renonce à présenter des candidats sous sa propre étiquette pour le scrutin de 2018. À la suite d'un accord avec le Parti travailliste, des membres de l'Alliance pour la liberté quittent leur formation politique et rejoignent le Parti travailliste, se présentant à l'élection sous cette étiquette.

### Forces en présences
| Parti Nom en anglais | Parti Nom en anglais                                           | Idéologie                                                                       | Dirigeant           | Résultat en 2014            |
| -------------------- | -------------------------------------------------------------- | ------------------------------------------------------------------------------- | ------------------- | --------------------------- |
|                      | Fidji d'abord FijiFirst                                        | Centre à centre droit Social-libéralisme, anti-communautarisme                  | Frank Bainimarama   | 59,17 % des voix 32 députés |
|                      | Parti libéral social-démocrate Social Democratic Liberal Party | Droite Nationalisme ethnique, nationalisme chrétien, économie sociale de marché | Sitiveni Rabuka     | 28,18 % des voix 15 députés |
|                      | Parti de la fédération nationale National Federation Party     | Centre à centre gauche Social-démocratie, intérêts des Indiens des Fidji        | Biman Prasad        | 5,46 % des voix 3 députés   |
|                      | Parti travailliste fidjien Fiji Labour Party                   | Centre gauche Social-démocratie                                                 | Aman Ravindra Singh | 2,35 % des voix 0 députés   |
|                      | Parti de l'unité des Fidji                                     |                                                                                 | Savenaca Narube     | Nouveau                     |
|                      | Parti de l'espoir                                              |                                                                                 | Tupou Draunidalo    | Nouveau                     |

## Système politique et électoral
Les Fidji sont une république parlementaire et une démocratie multipartite dotée d'un parlement monocaméral.
Le Parlement des Fidji est composé de 55 sièges pourvus pour quatre ans au scrutin proportionnel plurinominal avec vote préférentiel et seuil électoral de 5 % dans une circonscription électorale unique couvrant l'ensemble du pays.
Le scrutin se déroule sous la forme d'un unique vote préférentiel. Chaque électeur vote pour un seul candidat parmi ceux présentés par les partis en lice ou ceux se présentant sans étiquette, et chaque voix reçue par un candidat est également comptabilisée comme une voix pour le parti dont il est membre. Après décompte de l'ensemble des voix réunies par les partis et candidats indépendants en lice, les cinquante-et-un sièges à pourvoir sont répartis à la proportionnelle selon la méthode d'Hondt entre ceux ayant franchi le seuil électoral de 5 % du total des suffrages exprimés. Les sièges obtenus par chaque parti sont alors alloués à leurs candidats dans l'ordre du nombre de votes préférentiels obtenus par chaque candidat individuellement,.
Le droit de vote s'acquiert à l'âge de 18 ans, et voter n'est pas obligatoire. Le nombre de sièges du parlement est régulièrement ajusté pour suivre l'évolution démographique du pays. Il était ainsi de 50 en 2014, contre 51 en 2018.
Après les élections, la nouvelle assemblée procède à l'élection du président du Parlement. En application de l'article 93 de la Constitution, si un parti dispose d'une majorité absolue des sièges au Parlement, le chef de ce parti devient Premier ministre, à condition d'avoir lui-même été élu député. Si aucun parti n'a de majorité claire, le Parlement procède à l'élection d'un Premier ministre parmi ses membres. En vertu du principe de gouvernement responsable, le Parlement peut démettre le Premier ministre de ses fonctions à tout moment.

## Campagne électorale
Le parti Fidji d'abord organise des réunions de campagne festives et met l'accent sur la préservation de la stabilité, de l'égalité des droits civiques et de la poursuite de la croissance économique durant la prochaine législature. Il accuse le Sodelpa d'être un parti raciste focalisé sur les intérêts de la majorité autochtone de la population. Le Sodelpa, lui, se présente comme un parti ouvert et à l'écoute des préoccupations de tous les Fidjiens. Le Parti de la fédération nationale fait campagne sur la promesse d'un accroissement du salaire minimum, d'une abrogation des taxes sur les produits alimentaires de première nécessité, et d'un meilleur revenu pour les travailleurs ruraux de l'industrie de la cane à sucre.
La campagne s'arrête 48 heures avant le vote. Le jour du scrutin est marqué par de fortes pluies, et des avertissements de risque d'inondations. Dans vingt-six bureaux de vote, la tenue des élections est reportée en raison d'inondations. En conséquence, la commission électorale maintient l'interdiction faite aux médias de relayer toute campagne électorale, jusqu'à ce que les citoyens affectés aient pu voter,. Ceux-ci votent le 17 novembre.

## Sondages
Un sondage publié par le journal Fiji Sun fin juillet 2017 indique 56 % d'intentions de vote pour Fidji d'abord, 23 % pour le Sodelpa, 2 % pour le Parti de la fédération nationale, et 2 % également pour le Parti travailliste. 59 % des sondés souhaitent voir Voreqe Bainimarama rester Premier ministre, tandis que 14 % souhaiteraient voir Ro Teimumu Kepa lui succéder, et 13 % Sitiveni Rabuka.
Un sondage publié par ce même journal un an plus tard, en juillet 2018, indique 60 % d'intentions de vote pour Fidji d'abord, 26 % pour le Sodelpa, 6 % pour le Parti de la fédération nationale, et 4 % pour le Parti travailliste. 62 % des sondés souhaitent voir Voreqe Bainimarama rester Premier ministre, tandis que 13 % souhaiteraient voir Sitiveni Rabuka lui succéder, 11 % Ro Teimumu Kepa, 9 % Biman Prasad et 2 % le travailliste Aman Singh.
Un sondage fin octobre 2018 indique que 68 % des sondés souhaitent voir Voreqe Bainimarama rester Premier ministre, 24 % lui préfèrent Sitiveni Rabuka, 5 % Biman Prasad, et moins de 0,5 % Aman Ravindra-Singh. Voreqe Bainimarama serait soutenu par 53 % des électeurs autochtones (39 % lui préférant Sitiveni Rabuka) et par 93 % des électeurs indo-fidjiens.

## Résultats
|                          |                                  |         |       |       |        |               |  |  |  |
| Parti                    | Parti                            | Voix    | %     | +/-   | Sièges | +/-           |  |  |  |
|                          | Fidji d'abord                    | 227 241 | 50,02 | 9,15  | 27     | 5             |  |  |  |
|                          | Parti libéral social-démocrate   | 181 072 | 39,85 | 11,67 | 21     | 6             |  |  |  |
|                          | Parti de la fédération nationale | 33 515  | 7,38  | 1,92  | 3      | en stagnation |  |  |  |
|                          | Parti de l'unité des Fidji       | 6 896   | 1,52  | Nv    | 0      | Nv            |  |  |  |
|                          | Parti de l'espoir                | 2 811   | 0,62  | Nv    | 0      | Nv            |  |  |  |
|                          | Parti travailliste fidjien       | 2 800   | 0,62  | 1,73  | 0      | en stagnation |  |  |  |
|                          |                                  |         |       |       |        |               |  |  |  |
| Votes valides            | Votes valides                    | 454 335 | 99,08 |       |        |               |  |  |  |
| Votes invalides          | Votes invalides                  | 4 197   | 0,92  |       |        |               |  |  |  |
| Total                    | Total                            | 458 532 | 100   | –     | 51     | 1             |  |  |  |
| Abstentions              | Abstentions                      | 179 785 | 28,35 |       |        |               |  |  |  |
| Inscrits / participation | Inscrits / participation         | 634 120 | 71,65 |       |        |               |  |  |  |

| 3   | 27 | 21      |
| PFN | FA | SODELPA |

## Analyse
Le parti Fidji d'abord obtient un peu plus de 50,0 % des voix et conserve ainsi une courte majorité absolue des sièges au Parlement, soit 27 sièges. Le Sodelpa et le PFN demeurent les deux seuls autres partis représentés au corps législatif, avec respectivement 39,9 % et 7,4 % des voix. Aucun autre parti n'approche le quorum de 5 %, le Parti travailliste glissant à la sixième et dernière place avec seulement 0,6 % des voix,,.

## Députés élus
Sans surprise, les candidats qui recueillent le plus de voix sont Frank Bainimarama (36,9 % de tous les suffrages) ; Sitiveni Rabuka (17,0 %) ; le ministre de la Justice et bras droit de Bainimarama, Aiyaz Sayed-Khaiyum (3,8 %), et Biman Prasad (2,7 %). En cinquième place, Lynda Tabuya, ancienne cheffe du Parti démocrate populaire mais se présentant cette fois sous l'étiquette du Sodelpa, obtient 1,9 % de tous les suffrages.
Bien que le Parti de la fédération nationale soit traditionnellement perçu comme un parti indo-fidjien, deux de ses trois élus sont autochtones.
| Fidji d'abord | SODELPA | PFN                                                 |
| --- | --- | --------------------------------------------------- |
| | |                                                     |
| Frank Bainimarama Aiyaz Sayed-Khaiyum Alipate Nagata Parveen Kumar Bala Vijay Nath Mahendra Reddy Premila Kumar Joseph Nand Viam Pillay Inia Seruiratu Mereseini Vuniwaqa Sanjay Kirpal Osea Naiqamu Alvick Maharaj George Vegnathan Semi Koroilavesau Jone Usamate Rohit Sharma Ashneel Sudhakar Ifereimi Waqainabete Selai Adimaitoga Rosy Akbar Jale Sigarara Vijendra Prakash Veena Bhatnagar Alexander O'Connor Salik Govind | Sitiveni Rabuka Lynda Tabuya Ro Teimumu Kepa Mosese Bulitavu Niko Nawaikula Ratu Atonio Lalabalavu Anare Jale Peceli Vosanibola Viliame Gavoka Jese Saukuru Simione Rasova Ratu Suliano Matanitobua Mitieli Bulanauca Ro Filipe Tuisawau Inosi Kuridrani Mikaele Leawere Aseri Radrodro Salote Radrodro Adi Litia Qionibaravi Ratu Naiqama Lalabalavu Tevita Navurelevu | Dr Biman Prasad Pio Tikoduadua Lenora Qereqeretabua |

## Conséquences
Frank Bainimarama demeure Premier ministre. Son nouveau gouvernement prête serment le 22 novembre. Jiko Luveni est réélue présidente du Parlement le 27 novembre, et Sitiveni Rabuka est élu chef de l'opposition parlementaire. Moins d'un mois plus tard toutefois, le 22 décembre, Jiko Luveni meurt subitement « après une courte maladie ». Ratu Epeli Nailatikau, ancien président de la République, lui succède comme président du Parlement.

## Changements ultérieurs
Le député Ashneel Sudhakar (Fidji d'abord), accusé de harcèlement sexuel et limogé de son poste de ministre des Terres, démissionne du Parlement le 15 mars 2020. Faiyaz Koya (en), prochain dans la liste du parti, lui succède comme député.
Le 7 décembre, Sitiveni Rabuka démissionne du Parlement peu après avoir cédé son poste de chef du parti Sodelpa et de chef de l'opposition parlementaire. Le même jour, le député Vijendra Prakash (Fidji d'abord) démissionne lui aussi du Parlement, étant accusé d'avoir menti pour obtenir des fonds publics à son usage personnel. Tanya Waqanika (Sodelpa) et Virendra Lal (Fidji d'abord), prochains sur les listes de leurs partis respectifs, les remplacent comme députés,,. Les députés du Sodelpa élisent Ratu Naiqama Lalabalavu, l'un des grands chefs coutumiers du pays, à la fonction de chef de l'opposition parlementaire.
Le 6 août 2021, Mereseini Vuniwaqa (en), députée du parti Fidji d'abord et ministre en exercice des Femmes, des Enfants et de la Lutte contre la pauvreté, démissionne du parti et donc du Parlement, sans indiquer de raison. Elle s'était opposée à un projet de loi controversé sur la régulation de l'usage des terres autochtones, et était devenue proche de Varinava Tiko, personnalité nationaliste autochtone hostile au gouvernement. Sachida Nand, prochain sur la liste du parti, lui succède comme député.
Le 7 janvier 2022, Lynda Tabuya, députée du Sodelpa, démissionne du parti et donc également du Parlement, pour devenir membre du parti Alliance populaire créé par Sitiveni Rabuka. À moins d'un an des prochaines élections législatives, il semble que son siège soit resté vacant.
Le 3 mai 2022, Niko Nawaikula (en), député du Sodelpa, est reconnu coupable de détournement de fonds publics par la Haute Cour et condamné à trois ans de prison, dont un an avec sursis. Il perd son siège de député.
Le 6 septembre 2022, Salote Radrodro (en), députée du Sodelpa, est reconnue coupable de corruption par la Haute Cour. Condamnée à deux ans et demi de prison, elle perd son siège de députée.